# David Mellor

David Mellor, 2017

David John Mellor (* 12. März 1949 in Wareham, Dorset, England) PC QC ist ein britischer Journalist und  Politiker der Conservative Party, der zwischen 1979 und 1997 Mitglied des House of Commons und unter anderem 1992 für einige Monate Minister für das nationale Erbe war.

## Leben

### Studium, berufliche Tätigkeit und Unterhausabgeordneter
Nach dem Besuch der Swanage Grammar School studierte Mellor Rechtswissenschaften am Christ’s College der University of Cambridge und war dort zeitweise Vorsitzender der Cambridge University Conservative Association. Während seines Studiums war er Mitarbeiter des Unterhausabgeordneten Jeffrey Archer und war nach Abschluss des Studiums und der anwaltlichen Zulassung 1972 als Barrister tätig. 1987 wurde er zum Kronanwalt ernannt.
Nachdem er bei den Unterhauswahlen vom Oktober 1974 vergeblich für ein Mandat im Unterhaus im Wahlkreis West Bromwich East kandidierte, wurde er bei den Unterhauswahlen vom 3. Mai 1979 als Bewerber der Conservative Party erstmals zum Mitglied in das Unterhaus gewählt und vertrat dort zunächst den Wahlkreis Wandsworth Putney sowie anschließend seit der Unterhauswahl vom 9. Juni 1983 bis zum 1. Mai 1997 den Wahlkreis Putney.
1981 nahm er sein erstes Regierungsamt als „Juniorminister“ an, nachdem er Parlamentarischer Unterstaatssekretär wurde und in den folgenden Jahren unter anderem im Home Office, dem britischen Innenministerium, tätig war. Zwischen 1986 und 1990 war er als Staatsminister in verschiedenen Ministerien tätig und zuletzt Staatsminister für die Künste.

### Minister und Journalist
Nach dem Amtsantritt von Premierminister John Major wurde er als Chefsekretär des Schatzamtes (Chief Secretary to the Treasury) im November 1990 in dessen Kabinett berufen. Im Zuge einer Kabinettsumbildung nach den Unterhauswahlen 1992 wurde Mellor im April 1992 Minister für das nationale Erbe (Secretary of State for the Nationale Heritage). Dieses neugeschaffene Ministerium leitete er jedoch nur wenige Monate bis zum 24. September 1992 und musste dann wegen einer außerehelichen Beziehung zur Schauspielerin Antonia de Sancha zurücktreten, wobei er diese die Affäre in einem Buch veröffentlichte.
Nachdem er bei den Unterhauswahlen vom 1. Mai 1997 seinen Wahlkreis an seinen Herausforderer von Labour Party verlor und aus dem Unterhaus ausscheiden musste, war er bis 1999 Vorsitzender der von der neuen Labour-Regierung unter Tony Blair gebildeten Football Task Force.
Im Anschluss war er als Kultur- und Sportjournalist bei Tageszeitungen wie Evening Standard, The Guardian sowie der Zeitschrift People sowie Moderator einer Fußballsendung auf BBC Radio 5 Live sowie von Sendungen über klassische Musik bei BBC Radio 2 und BBC Radio 3 beschäftigt. Des Weiteren präsentierte er Musiksendungen bei den Sendern Classic FM und LBC Radio. Mellor lebt heute in den St. Katharine Docks, dem ehemaligen Londoner Hafengebiet.

## Taxiaffäre
Einen Skandal verursachte Mellor, als er 2014 nach einer Taxifahrt wegen Differenzen um die Fahrtroute den Fahrer mit Beleidigungen überzog, indem er sich selbst rühmend, seine gesellschaftliche Position mit der des Taxifahrers verglich und diesem auch noch drohte, ihn öffentlich bloßzustellen: „Morgen in meinem Radioprogramm, da werde ich allen erzählen, was für ein verschwitzter, blöder Scheißer du bist.“ Der Taxifahrer hatte den Ausfall heimlich aufgezeichnet. Der Vorfall gilt als symptomatisch für die Abgehobenheit der britischen Elite.